# Comansi
Comansi és una empresa de joguines ubicada a Sant Boi del Llobregat, coneguda per fabricar, entre d'altres, a partir dels anys 1970 un fort de l'antic oest americà, coneguda com el Fuerte Comansi.
La companyia va ser fundada l'any 1959 per Josep Maria Vergés. La central d'aquesta companyia familiar estava ubicada a Barcelona al carrer Ricart i la fàbrica era a València. L'empresa va tirar endavant liderada per la vídua de Vergés, Antònia Ortin, després que l'any 2000 Vergés morís.
El 2011 la popular joguina es va tornar a posar a la venda. El 2009 els actuals propietaris van comprar l'empresa a la vídua del fundador. Tenen externalitzada a la Xina la producció puntual de grans tiratges de figures, tot i que el 2016 van anunciar que tornarien a fabricar-les des d'Europa. Són també especialistes en figuretes de la mona. El seu director general és Daniel Rossiés.

## Joguines destacades
- Fuerte Comansi
- La Bola loca
- Figuras de pvc Yolanda